# Сухомесово
Сухоме́сово — упразднённый посёлок находившийся Ленинского района Челябинского горсовета. В 1979 году включен в состав города Челябинск и исключен из учётных данных.

## География
Располагался на юге города Челябинская, на юго-восточном берегу озера Смолино.

## История
Посёлок впервые упоминается в XVIII веке как заимка казака Сухомесова в книге Путешествие по разным провинциям Российского государства. На картах XIX века он уже обозначен как казачий посёлок Челябинского станичного юрта. С 70-х годов XIX века в посёлке была открыта казачья войсковая школа. В 1979 году посёлок был включён в состав города Челябинска. В начале XXI века в посёлке началось активное коттеджное строительство. Через посёлок проходят маршруты Челябинских пригородных автобусов и маршрутных такси. Вокруг посёлка с 60-х годов XX века расположены несколько садоводческих товариществ для жителей Челябинска. К северо-востоку от посёлка находится действующее сухомесовское кладбище.
В начале XX века к северо-западу от посёлка на берегу озера было обнаружено около 60 археологических памятников — курганных захоронений эпохи бронзы.
По данным на 1926 год посёлок Сухомесовский состоял из 259 хозяйств. В административном отношении являлся центром Сухомесовского сельсовета Челябинского района Челябинского округа Уральской области.
Указом ПВС РСФСР от 3.12.1979 года посёлок Сухомесово включен в состав города Челябинск.

## Население
| 1970 | 1977 |
| ---- | ---- |
| 879  | ↗900 |

По переписи 1926 года в посёлке проживало 1167 человек (529 мужчин и 638 женщин), в том числе русские составляли 99 % населения.